# Забава (Загорє-об-Саві)
Забава (словен. Zabava) — поселення в общині Загорє-об-Саві, Засавський регіон, Словенія. Висота над рівнем моря: 431 м.